# Batracomorphus tarpeia
Batracomorphus tarpeia är en insektsart som beskrevs av Knight 1983. Batracomorphus tarpeia ingår i släktet Batracomorphus och familjen dvärgstritar. Inga underarter finns listade i Catalogue of Life.